# Macrostomidae
Ordre
Les Macrostomidae sont une famille de vers plats marins et libres.

## Liste desgenres
- Antromacrostomum Faubel, 1974
- Archimacrostomum Ferguson, 1954 synonyme Inframacrostomum Ferguson, 1954
- Bradburia Faubel, Blome & Cannon, 1994
- Bradynectes Rieger, 1971
- Dunwichia Faubel, Blome & Cannon, 1994
- Macrostomum Schmidt, 1848
- Myomacrostomum Rieger, 1986
- Omalostomum Van Beneden, 1870 synonyme Protomacrostomum Steinböck, 1935
- Promacrostomum An Der Lan, 1939  synonyme Axia Ferguson, 1954
- Psammomacrostomum Ax, 1966
- Siccomacrostomum Schmidt & Sopott-Ehlers, 1976
- Unsia Bulnes, 2007
- Haplomacrostomum Faubel, sous presse
- Nynaeshamnia Faubel, sous presse
- Velamacrostomum Faubel, sous presse

Myozonidae Faubel, sous presse
- Myozona Marcus, 1949
- Frisiazona Faubel, sous presse
- Myomarcozona Faubel, sous presse
- Australomyozona Faubel, sous presse